# Blocada Berlinului

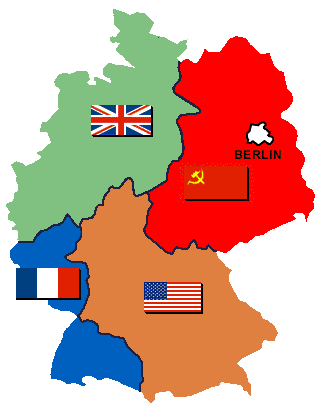
Zonele de ocupație de după război

Blocada Berlinului (24 iunie 1948 - 11 mai 1949) a fost una din primele crize majore internaționale ale Războiului Rece, marcată de momentul când Uniunea Sovietică a blocat accesul rutier și feroviar către Berlinul de Vest.
Criza a luat sfârșit atunci când Uniunea Sovietică a permis sosirea ajutoarelor americane, britanice și franceze, care erau trimise pe calea aerului în Berlinul de Vest, operațiune cunoscută sub numele de Operațiunea Vittles. Blocada Berlinului a fost una dintre cele mai mari blocade din istorie.

## Istoric
La sfârșitul celui de-al Doilea Război Mondial în Europa, la 8 mai 1945, trupele sovietice și cele occidentale (americane, britanice și franceze) se aflau pe poziții arbitrare, pe o linie care trecea prin centrul Europei. De la 17 iulie la 2 august, 1945, Puterile Aliate victorioase au ajuns la o înțelegere în cadrul Conferinței de la Potsdam, asupra sorții Europei postbelice, împărțind Germania învinsă în patru zone de ocupație (întărind, astfel, principiile Conferinței de la Ialta), și împărțind și orașul Berlin în patru zone, denumite, apoi, Berlinul de Est și Berlinul de Vest. Sectoarele francez, american și britanic constituiau o enclavă în zona de ocupație sovietică și, prin urmare, un punct de acumulare a tensiunilor corespunzătoare prăbușirii alianței occidentale cu Uniunea Sovietică din timpul războiului.

## Disputa legată de Berlin
Sovieticii au cerut despăgubiri de la marile firme industriale ale Germaniei de Vest, controlată de Aliați, deși acest lucru nu făcea parte din înțelegere. Evident, președintele american Harry S. Truman a refuzat să consimtă  despăgubirilor cerute de sovietici (URSS). În replică, Iosif Stalin a răspuns prin separarea sectorului sovietic al Germaniei într-un stat comunist est-german.
La 18 iunie 1948 cele trei sectoare occidentale au promulgat legi noi, intrate în vigoare de la 20 iunie, care scoteau din circulație moneda de ocupație și introduceau marca germană, Deutsche Mark, cu scopul de a efectua presiuni asupra lui Stalin pentru reunificarea Germaniei și a impulsiona reconstruirea țării. Sovieticii au obiectat la această mișcare. După ce au fost invadați de două ori de Germania în precedentele trei decenii, ei voiau ca Germania să fie demilitarizată, asemenea Japoniei, înainte ca reunificarea să aibă loc. Sovieticii au considerat, de asemenea, această acțiune drept o încălcare a înțelegerii de la Conferința de la Potsdam, din 1945, care afirma că Germania urma să fie tratată ca o singură unitate economică.

## Podul aerian al Berlinului
La 24 iunie 1948 Uniunea Sovietică a blocat accesul la cele trei sectoare occidentale ale Berlinului, aflate în interiorul zonei controlate de sovietici, oprind accesul pe căile rutiere sau pe cale ferată care treceau prin Germania controlată de sovietici. Puterile occidentale nu negociaseră cu sovieticii un pact care să garanteze aceste drepturi de liberă circulație. În timpul discuțiilor de la Conferința de la Londra, sovieticii au respins argumentele că dreptul de ocupare a Berlinului și utilizarea drumurilor în precedenții trei ani au oferit Occidentului dreptul de a folosi la discreție rețeaua rutieră și feroviară. Pentru a crește presiunea, sectoarele occidentale ale Berlinului au fost izolate de la rețeaua electrică a orașului, oprind accesul locuitorilor la energia electrică în scopuri casnice sau industriale.
Comandantul zonei de ocupație americane din Germania, Generalul Lucius D. Clay, a propus trimiterea unei coloane blindate rutiere pașnice, pe autostrada din vestul Germaniei spre vestul Berlinului, dar care să fie capabilă să se apere în cazul în care ar fi oprită sau atacată. Președintele Harry S. Truman a considerat această opțiune ca un factor de risc ce ar putea duce la război. Truman considera că "este prea riscant să acționăm în acest fel datorită pericolului războiului". Lui Clay i s-a cerut să lucreze împreună cu Generalul Curtis LeMay, comandant al Forțelor Aeriene ale SUA din Europa, pentru a vedea dacă ar fi posibilă crearea unui pod aerian. Întâmplător, Generalul Albert Coady Wedemeyer, însărcinat cu Planuri și Operațiuni, era în Europa, într-o inspecție, când a survenit criza. El fusese comandantul teatrului de război China-Burma-India al SUA și cunoștea bine podul aerian efectuat din India peste Himalaya în Al Doilea Război Mondial. El cunoștea, de asemenea, persoana cea mai potrivită care putea coordona această operațiune: Generalul-Locotenent William H. Tunner. Acesta a fost însărcinat cu organizarea și comanda podului aerian al Berlinului datorită experienței sale în comanda și organizarea podului aerian indian.

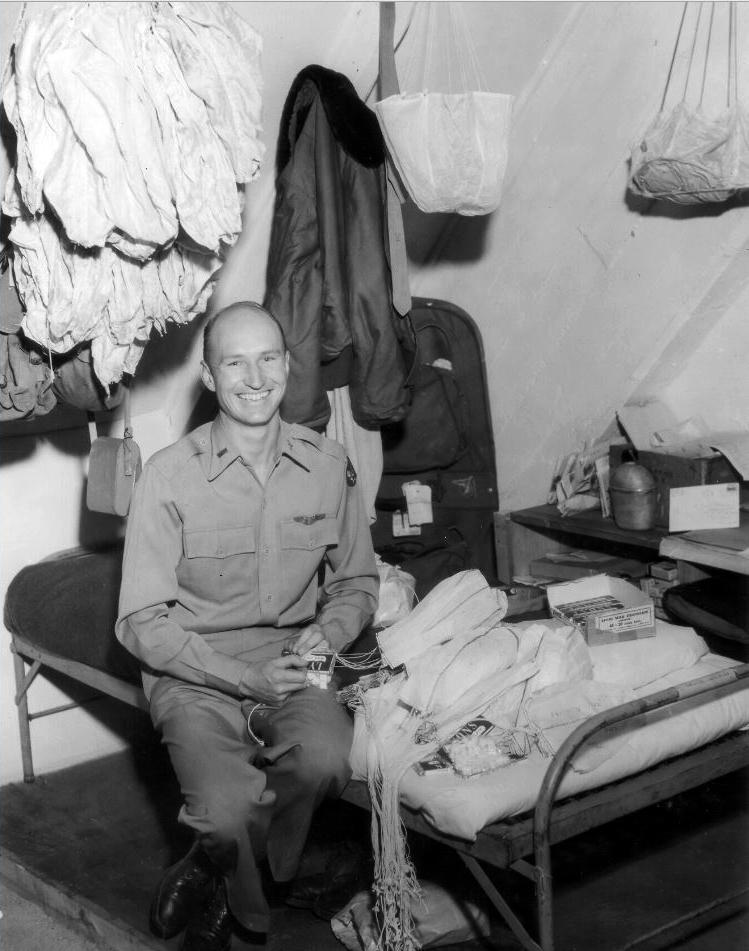
Gail Halvirsen, pilot în Forțele Aeriene ale SUA, a avut ideea aruncării de dulciuri și gumă de mestecat cu parașute minuscule, ceea ce, ulterior, a fost numită operațiunea Little Vittles

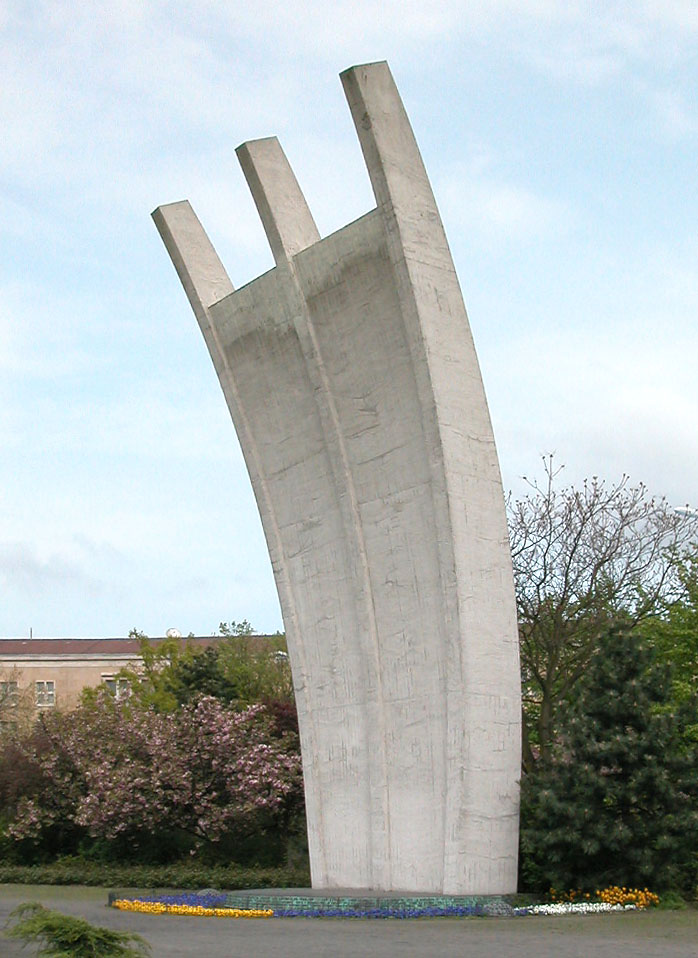
Berlin Airlift Monument în Berlin-Tempelhof, afișând numele celor 39 de piloți britanici și 31 americani care și-au pierdut viața în timpul operațiunii. Monumente similare pot fi găsite la aeroportul militar Wietzenbruch de lângă Celle și la Baza aeriană Rhein-Main.

La 25 iunie Clay a lansat ordinul unui masiv pod aerian, care a durat 462 de zile și care a dus provizii în sectoarele vestice ale Berlinului peste blocada instituită în perioada 1948-1949. Primul avion a zburat de-a doua zi, iar primul avion britanic pe 28 iunie. Această aprovizionare aeriană a Berlinului a devenit cunoscută drept Podul Aerian al Berlinului.
Acțiunii SUA i s-a dat numele de Operațiunea Vittles. Un plan britanic, deja existent și cunoscut ca planul Knicker, a evoluat în planul Carter Paterson și, apoi, a devenit operațiunea Plainfare, la începutul lunii iulie 1948.
Sute de avioane, botezate Rosinenbomber ("bombardiere cu stafide") de către populația locală, au fost folosite pentru a transporta o gamă largă de provizii (făină, zahăr, legume deshidratate, sare, lapte praf, etc), inclusiv peste 1,5 milioane de tone de cărbune. La apogeul operațiunii, pe 16 aprilie 1949, un avion aliat ateriza în Berlin în medie la fiecare minut și fuseseră livrate 12.941 tone în doar 24 de ore. Recipientele variau de la containere mari la pachețele cu bomboane sau ciocolată, având parașute minuscule destinate copiilor berlinezi. La zborurile de întoarcere erau evacuați copiii bolnavi. Avioanele erau aprovizionate și deținute de SUA, Marea Britanie și Franța, dar piloții și ceilalți membri ai echipajelor proveneau și din Australia, Canada, Africa de Sud și Noua Zeelandă. În total, au fost executate 278.228 de zboruri, 2.326.406 tone de alimente și provizii fiind livrate în Berlin.
La 4 aprilie 1949, puterile vestice au semnat Tratatul Atlanticului de Nord, punând bazele NATO, prin care un atac asupra uneia ar fi fost considerat atac asupra tuturor.
URSS a ridicat blocada la ora 00:01, în ziua de 12 mai 1949. Podul aerian, însă, a continuat până la 30 septembrie (acumulând 15 luni de activitate), națiunile vestice dorind să asigure suficiente provizii în cazul în care sovieticii ar fi re-instituit blocada.

### Operațiunea britanică
Inițial, britanicii aveau circa 150 de avioane C-47 Dakota și 40 Avro York. Până la 18 iulie Forțele Aeriene Britanice (RAF) duceau în zbor 995 tone de provizii, zilnic, în Berlin. În iulie, avioanelor Dakota și York li s-au alăturat 10 aeronave Sunderland și 2 Hythe, care zburau de la râul Elba, lângă Hamburg, până la râul Havel. Aeronavele acestea erau specializate în transportul sării brute, care se dovedise corozivă pentru celelalte nave. În noiembrie au fost incluse o serie de avioane Handley Page Hastings și au fost scoase unele avioane și echipaje pentru a le antrena pe altele. Până la mijlocul lui decembrie, RAF transportase 100.000 tone de provizii. În aprilie 1949, companiile civile implicate au format o Divizie de Transport Aerian Civilă pentru a opera sub controlul RAF.

## Răspunsurile sovietice
Sovieticii au avut un avantaj în forțele militare convenționale, dar au fost preocupați de reconstruirea economiei lor și a societății sfâșiate de război. Statele Unite au avut o armată și o forță aeriană mai puternică și au avut arme nucleare. Nici o parte nu dorea un război; sovieticii nu au distrus transportul aerian.

## Sfârșitul blocadei
La 15 aprilie 1949, agenția sovietică de știri TASS a raportat disponibilitatea sovieticilor de a ridica blocada. A doua zi, Departamentul de Stat al SUA a declarat că "drumul pare clar" pentru ca blocada să se încheie. Curând după aceea, cele patru puteri au început negocieri serioase și s-a ajuns la o înțelegere cu privire la termenii occidentali. La 4 mai 1949, aliații au anunțat un acord de încetare a blocadei în opt zile. 
Blocada sovietică de la Berlin a fost ridicată la un minut după miezul nopții, la 12 mai 1949.